# Joan Nederlof
 (janvier 2019).
Si vous disposez d'ouvrages ou d'articles de référence ou si vous connaissez des sites web de qualité traitant du thème abordé ici, merci de compléter l'article en donnant les références utiles à sa vérifiabilité et en les liant à la section « Notes et références ».
Joan Nederlof, née le 21 mai 1962 à La Haye,, est une actrice et scénariste néerlandaise.

## Filmographie

### Actrice

#### Cinéma et téléfilms
- 1990 : Krokodillen in Amsterdam (nl) : Gino
- 1993 : Bureau Kruislaan (nl) : Irene Hakkel
- 1993 : Mus : Jet
- 1994 : Medisch Centrum West (nl) : Sylvia Terbeek
- 1995 : Gemengde berichten : Agnes
- 1996 : Zwarte sneeuw (nl) : La thérapeute
- 1996 : Consult : Wil Derksen
- 1997 : Zonder Zelda : La sœur de Gerarda
- 1997-2000 : Baantjer : Deux rôles (Brenda Poppelier et La voisine)
- 1998 : Hertenkamp (nl) : Grace Keeley
- 2002 : TV7 : Rebecca Hillarius
- 2002 : Intensive Care (nl) : Dorian
- 2003 : Loverboy (nl) : La tante de Jolanda
- 2004 : Ellis in Glamourland (nl) : Kitty Mendoza
- 2005 : Bitches (nl) : Daisy Smit van Berghen Doornebosch
- 2007 : Keyzer & De Boer Advocaten : Franka Leeman
- 2007 : Tussenstand (nl) : Carolien
- 2008 : Jardins secrets : L'entraîneur de hockey
- 2009 : Floor Faber (nl) : Irene Faber
- 2015 : Une chambre pour deux : La professeur
- 2017 : Zenith : La professeur Goedhart

### Scénariste
- 2002 : Hertenkamp (nl)
- 2009 : Floor Faber (nl)
- 2011-2012 : Iedereen is gek op Jack (nl)
- 2013 : Chez Nous